# Karl Oskar Skoglund
Karl Oskar Skoglund, född 1894 i Bollnäs, död 1964 i Arbrå, var en svensk uppfinnare och företagare som hade sin verksamhet i Arbrå. 

## Biografi

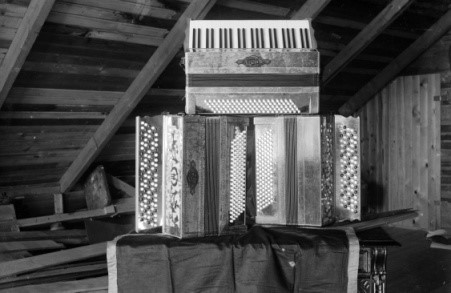
Svenska Dragspelsfabriken, Dragspel tillverkat 1924

I familjen fanns 9 syskon och de blev tidigt faderlösa. Oskar började vid 10 års ålder att spela piano i ett musikkapell som spelade på danser och bidrog på det sättet till familjens försörjning. Han gifte sig 1922 med Marta Larsson från Östergården i Flästa. Marta hade fått ärva en del pengar efter bodelning som användes av Oskar i hans verkstadsfirma. Han startade sin verkstadsfirma Oskar Skoglunds Mekaniska Verkstad med att reparerade redskap och fordon åt bygdens bönder. Efter framgången med barkmaskinen (se nedan), skiljde sig Oskar från sin hustru Marta och flyttade först till Stockholm och senare till USA.

## Industriell verksamhet

### AB Svenska Dragspelsfabriken

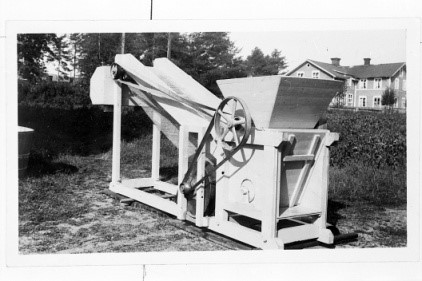
Oskar Skoglunds Mekaniska Verkstad, Träkolskross tillverkad 1941

År 1919 – 20 kom en italienare vandrande som fick kost/logi hos Skoglunds. Han hade jobbat i en dragspelsfabrik i Italien och tillsammans med Oskar började de experimentera med och bygga dragspel. AB Svenska Dragspelsfabriken i Arbrå startades 1921. Samma år åkte de till Göteborg för att visa upp sina dragspel på en utställning, den s.k. Riksvarumässan. 1924 kom nästa mässa i Stockholm där Arbråspelen fick en guldmedalj. Oskar hade tidigare fått i uppdrag att tillverka siffror till psalmtavlorna i Arbrå kyrka, överblivet guld från förgyllningen användes för att göra knappar av guld på dragspelen. Hur många spel som tillverkades i Arbrå är oklart. 1927 upphörde firman och maskiner och halvfabrikat överläts till AB Albin Hagström i Älvdalen.

### Oskar Skoglunds Mekaniska Verkstad

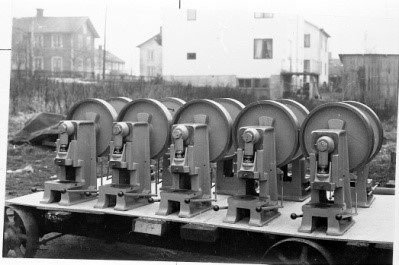
Oskar Skoglunds Mekaniska Verkstad, Excenterpressar tillverkade 1945

#### Tillverkning av bobiner
Med början 1929 startade Oskar en tillverkning av bobiner (stora trådrullar) av björk som såldes till silkesindustrier i Kina. För den tillverkningen behövde han en bandsåg och en rikthyvel som han själv byggde.

#### Tillverkning av träkolkrossar och excenterpressar
Efter perioden med dragspel tillverkades Skoglunds träkolkrossar, där krosstativen tillverkades i trä av Wall-Olle i Kråsen och Höga Snickerifabrik. Kolen krossades och säckades och användes för de gengasdrivna bilarna under 1940-talets bensinbrist. Krossen hade stor efterfrågan då den gjordes transportabel på egna hjul. Efter krigsslutet 1945 försvann marknaden för denna produkt och under senare delen av 40-talet, tillverkades även excenterpressar.

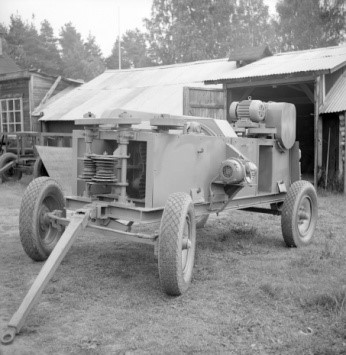
Oskar Skoglunds Mekaniska Verkstad, Barkmaskin tillverkad 1950

#### Tillverkning av barkmaskiner
Nästa projekt för Oskar, i samarbete med sonen Sören, född 1925 och ingenjörsutbildad, blev en barkmaskin med roterande ring och centrifugalbelastade knivar. Maskinen tillverkades i största hemlighet i Skoglunds källare i väntan på patenthanteringen. När patentet blev klart annonserades produkten ut i Svenska Dagbladet och förfrågningar strömmade in. En första licens såldes till ett företag i Ödeshög. Den huvudsakliga intäkten kom från licensförsäljningen till Tampella i Finland. Den teknik för stockbakning som Skoglund uppfann, är den teknik som idag är helt dominerande inom världens sågverksindustri. Ringbarkningsmaskiner tillverkas idag bl.a. av Söderhamns Verkstäder, senare USNR, Valon Kone i Finland och Nicholsson] i USA.